# Nicol Čupková
Nicol Čupková (* 4. listopadu 1992 v Košicích) je slovenská lední hokejistka, hrající na pozici útočnice.

## Kariéra

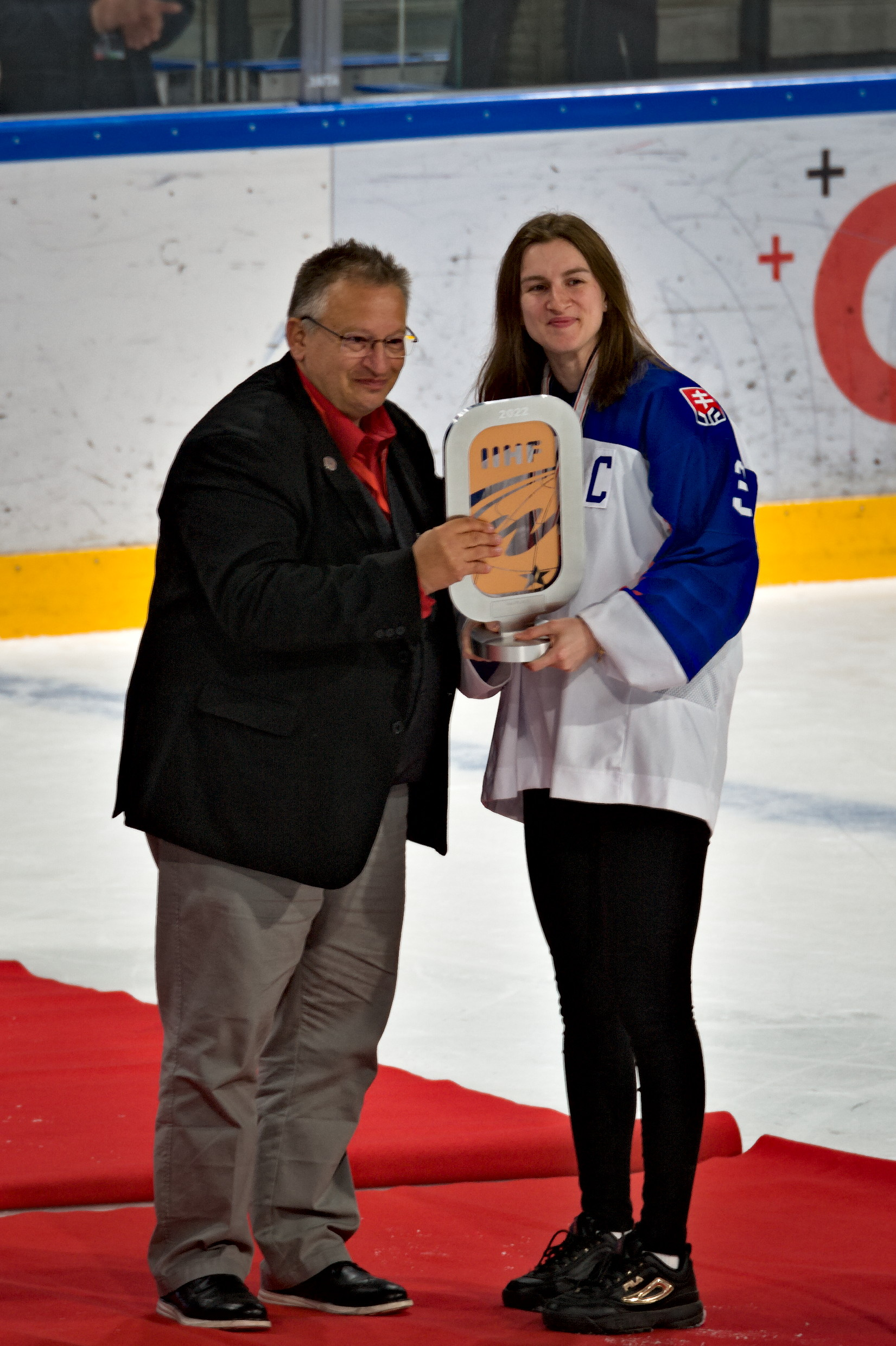

Narodila se v Košicích, ale od raného dětství vyrůstala v Michalovcích, kde jako čtyřletá začala s hokejem v žákovských družstvech chlapců. Jednu sezónu (2000/2001) jako žákyně druhého ročníku základní školy odehrála na hostování v družstvu chlapců čtvrtého ročníku v klubu HK Trebišov. Ve věku necelých třinácti let začala hostovat ve slovenských ženských ligových týmech v Prešově (2005/06), Popradu (2006/07) a opět v Prešově (2007/08). Ve třinácti letech v březnu 2006 dostala také první pozvánku do seniorské ženské reprezentace na přátelské utkáni s Rakouskem.
V sezóně 2008/09 ještě stále jako kmenová hráčka týmu HK Mládež Michalovce začala hostovat v ženském HC Slovan Bratislava, který je pravidelným účastníkem mezinárodní Elitní ženské hokejové ligy (EWHL) a který je střediskem přípravy slovenské ženské reprezentace.
Začátkem sezóny 2011/12 přestoupila z Michalovců do týmu tehdy úřadujícího mistra Slovenska HC OSY Spišská Nová Ves, který měla posilnit zejména v zápasech Evropského poháru mistrů a vedle toho hostovala nadále v ženském HC Slovan Bratislava. Zanedlouho ale dostala nabídku z ruského klubu Agidel Ufa, který je součástí klubu KHL HC Salavat Julajev. V polovině října 2011 absolvovala v týmu Ufy svou hráčskou premiéru a v sezóně 2011/12 získala s tímto týmem bronzovou medaili v ruské ženské profesionální lize. Stejné medailové umístění s Agidelem zopakovala v sezóně 2012/13.

### Úspěchy v reprezentaci
- v listopadu 2008 ve finálové fázi olympijské kvalifikace v bavorském Bad Tölzi první místo před Kazachstánem, domácím Německem a Francií
- v dubnu 2009 v rakouském Grazu první místo v I. divizi MS a postup do elitní Top divize MS 2011
- v únoru 2010 účast na XXI. Zimních olympijských hrách v kanadském Vancouveru – osmé místo
- v dubnu 2011 sedmé místo v elitní Top divizi MS ve Švýcarsku, znamenající udržení se mezi elitou pro MS 2012 v USA